# Wouter Vandenhaute
Wouter Lydia Raymond Maria Vandenhaute (Gent, 16 februari 1962) is een Vlaamse ondernemer, televisiemaker en gewezen sportjournalist. Momenteel is hij gedelegeerd bestuurder van de Belgische mediaholding De Vijver, waar onder meer het productiehuis Woestijnvis en de tv-zender Play4 deel van uitmaken. Verder is hij voorzitter van RSC Anderlecht. 
Vandenhaute is getrouwd met VRT-sportjournaliste Catherine Van Eylen.

## Biografie
Wouter Vandenhaute werd in Gent geboren als de zoon van Godelieve Kiebooms en Gerard Vandenhaute, die in Huise wonen. Zijn grootvader was Louis Kiebooms, die onder meer tien jaar hoofdredacteur van de Gazet van Antwerpen was. Begin jaren 80 studeerde Vandenhaute lichamelijke opvoeding aan de Katholieke Universiteit Leuven. Na het behalen van zijn diploma ging hij als journalist aan de slag bij het weekblad Humo, de krant De Morgen en de sportredactie van de toenmalige BRT. Bij de openbare omroep werkte hij met collega's als Mark Uytterhoeven en Carl Huybrechts mee aan het tv-programma Sportweekend. Daarnaast presenteerde hij ook het sportnieuws in Het Journaal.
Begin jaren 90 werd Vandenhaute samen met Uytterhoeven presentator van het komisch praatprogramma Het huis van wantrouwen. In 1992 werd de laatste aflevering van het populaire tv-programma uitgezonden en ging Vandenhaute als voetbalcommentator aan de slag bij betaalzender FilmNet. 

### Woestijnvis en De Vijver

De situatie van De Vijver Media in 2013

In 1997 richtte Vandenhaute samen met Jan Huyse en Erik Watté het productiehuis Woestijnvis op, dat aanvankelijk exclusief voor de VRT programma's maakte. Dankzij tv-persoonlijkheden als Uytterhoeven, Rob Vanoudenhoven en Tom Lenaerts, en het succes van tv-programma's als Man bijt hond, De Mol en Alles Kan Beter groeide Woestijnvis eind jaren 90 uit tot een van de succesvolste productiehuizen in Vlaanderen. In 2000 werd De Mol bekroond met de prestigieuze Gouden Roos van Montreux. Het programma werd bovendien aan zo'n 50 landen doorverkocht.
In 2000 werd de Vlaamse uitgeversmaatschappij (VUM) voor twintig procent aandeelhouder van Woestijnvis. Dat jaar bracht het productiehuis het weekblad Bonanza uit. Het magazine flopte en werd na reeds dertig nummers afgevoerd. Op het gebied van tv-programma's kende Vandenhautes productiehuis ook na de eeuwwisseling succes. Afleveringen van de quizprogramma's De Pappenheimers en De Slimste Mens ter Wereld bereikten regelmatig meer dan een miljoen kijkers. Ook fictiereeksen als Het Eiland, De Parelvissers en Van vlees en bloed werden een succes. In 2005 werd Vandenhaute door het financieel-economisch tijdschrift Trends genomineerd voor Manager van het Jaar. De prijs ging uiteindelijk naar Jan Callewaert.
In 2010 werd het exclusiviteitscontract dat de VRT met Woestijnvis had afgesloten niet verlengd. Dat jaar kreeg Vandenhaute als CEO van NV De Vijver, de holding waarvan Woestijnvis een onderdeel is, 49 procent van het weekblad Humo in handen. In 2011 kocht De Vijver samen met Corelio en Sanoma Media de tv-zenders VT4 en VIJFtv voor een bedrag dat geschat werd tussen 100 en 150 miljoen euro. Na de overname werd VT4 omgedoopt tot VIER en VIJFtv tot VIJF. Daardoor waren vanaf 2012 naast tv-makers als Mark Uytterhoeven, Tom Lenaerts en Steven Van Herreweghe ook tv-programma's als De Pappenheimers en De Slimste Mens ter Wereld op VIER te zien. In 2014 werd het aandeel van Sanoma in De Vijver verkocht aan Telenet, dat zo een van de drie aandeelhouders van de holding werd. Als gevolg van de aandelenovername werd het weekblad Humo weer volledig eigendom van Sanoma.
In 2015 werd Vandenhaute voorzitter van de raad van bestuur van De Vijver en stopte hij als CEO van de holding. In die functie werd hij niet opgevolgd. Drie jaar later, in maart 2018, werd De Vijver volledig overgenomen door Telenet. Vandenhaute verkocht zijn aandelen, maar bleef wel aan als voorzitter van de raad van bestuur.

### Flanders Classics
Vandenhaute, die een fervent wielerliefhebber is, kocht in 2009 Vlaamse wielerklassiekers als de Ronde van Vlaanderen en Omloop Het Nieuwsblad. Een jaar later richtte hij Flanders Classics op. Sindsdien is Flanders Classics verantwoordelijk voor de organisatie van zes Vlaamse wielerklassiekers (Ronde van Vlaanderen, Omloop Het Nieuwsblad, Gent-Wevelgem, Dwars door Vlaanderen, Scheldeprijs en Brabantse Pijl). In 2011 kreeg Vandenhaute veel kritiek te verduren toen hij aankondigde dat de beklimming van de Muur van Geraardsbergen uit het parcours van de Ronde van Vlaanderen zou geschrapt worden.

### RSC Anderlecht
Naast wielerliefhebber is Vandenhaute ook supporter van RSC Anderlecht. In 2009 raakte bekend dat hij even in beeld was als aandeelhouder van de voetbalclub. Acht jaar later werd hij opnieuw genoemd als een kandidaat om de club over te nemen, ditmaal samen met Antwerp-eigenaar en Ghelamco-baas Paul Gheysens.
Op 14 januari 2020 werd bekend dat Vandenhaute zal fungeren als extern adviseur van recordkampioen RSC Anderlecht. Op 28 mei 2020 werd bekend dat Vandenhaute Marc Coucke zou opvolgen als voorzitter van RSC Anderlecht. Wegens mogelijke belangenvermenging werd hij pas na de verkoop van zijn aandelen in het spelersagentschap "Let’s Play" officieel bekrachtigd in die functie. Om de financiële zorgen van Anderlecht op te lossen, werd Vandenhaute eind 2021 mede-aandeelhouder. Samen met zakenpartner Geert Duyck kocht hij via hun gezamenlijke vennootschap Mauvavie (="Paars voor het leven") een kwart van de aandelen voor 24 miljoen euro.

### Overige projecten
Vandenhaute is ook geldschieter van restaurant Couvert Couvert in Egenhoven (Heverlee). In november 2005 kreeg de zaak een Michelinster. Hij is ook goed bevriend met de Belgische topkok Geert Van Hecke.
- Virtual International Authority File: 731152381747001950009